# 伊達忠智
伊達 忠智（だて ただのり、10月21日 - ）は、日本の男性声優。長野県出身。フリー。

## 略歴
日本ナレーション演技研究所出身。『エクスメイデン』のナレーションでレギュラーを務めた。
下野紘のイベントではMCを担当している。
2019年12月31日にアイムエンタープライズを退所しフリーランスとなった。

## 出演

### テレビアニメ
2012年
- 俺の妹がこんなに可愛いわけがない。（通行人）
- じょしらく（宅配屋2、男性ガヤ）
- ソードアート・オンライン（サラマンダー）

2013年
- アウトブレイク・カンパニー
- 世界でいちばん強くなりたい!（鈴木）
- ローゼンメイデン（男子学生）

2014年
- ウィッチクラフトワークス（男子生徒、通行人）
- 失われた未来を求めて
- オオカミ少女と黒王子（エリカ父、男子メイド）
- 彼女がフラグをおられたら（生徒C）
- ガンダム Gのレコンギスタ（2014年 - 2015年、調査部員、秘書、職員）
- 人生相談テレビアニメーション「人生」（男子）
- とある飛空士への恋歌（副官、医師、参謀C、通信兵、イスラ兵A）
- DRAMAtical Murder（ワルガキA）
- ノブナガン（中年男、家臣、士官、戦車兵、明智軍兵士 他）
- 棺姫のチャイカ（ごろつきA、客B、護衛） - 2シリーズ
- 魔法科高校の劣等生（テロリスト、兵士）

2015年
- 青春×機関銃（リアル系ゲーマー）
- アルスラーン戦記（商人）
- ガッチャマン クラウズ インサイト（テレビ音声）
- ケイオスドラゴン 赤竜戦役（兵士A）
- 幸腹グラフィティ（おじさん）
- 銃皇無尽のファフニール（オペレーター）
- 電波教師（変装捜査員A、ナレーション、男子生徒D、スティーブンス、チンピラ 他）
- 緋弾のアリアAA（警察）

2016年
- アクティヴレイド -機動強襲室第八係-（刑事A、機動隊長、不良B） - 2シリーズ
- あまんちゅ!（ダイビング仲間C）
- orange（箕輪）
- ガーリッシュ ナンバー（ラノベ原作者、客B、百花の父、ファン）
- クラシカロイド（通行人）
- 最弱無敗の神装機竜（兵士）
- SERVAMP-サーヴァンプ-（生徒、店員、理事長、家臣）
- 坂本ですが?（男子生徒）
- 少年メイド（配送業者）
- Dimension W（ロボット）
- デジモンユニバース アプリモンスターズ（2016年 - 2017年、アナウンサー、官僚）
- TRICKSTER -江戸川乱歩「少年探偵団」より-（上司D）
- ドリフターズ（重装兵、エルフ、十月機関機関員、サンジェルミ兵）
- ナゾトキネ（川龍、タイガー勝飛）
- NEW GAME!（お父さん、モブ）
- はんだくん（桜目ねお、石田隆、級友A、消しゴムボーイズ、3年C）
- 舟を編む（社員）

2017年
- MARGINAL#4 KISSから創造るBig Bang（男子C、アナウンス、面接官、係員）
- 政宗くんのリベンジ（先生、俵田マサル、生徒）
- CHAOS;CHILD（男子C）
- 3月のライオン（2017年 - 2018年、放科部員、友人3、関係者(3)） - 2シリーズ
- クロックワーク・プラネット（チンピラ、副官）
- バチカン奇跡調査官（フランチェスコ神父）
- Re:CREATORS（関係者）
- ひとりじめマイヒーロー（不良（カチューシャ））
- セントールの悩み（役員A）
- 戦姫絶唱シンフォギアAXZ（作業員A）
- 魔法陣グルグル（使者、客B）
- パズドラクロス（2017年 - 2018年、竜人龍喚士、ドミニオン龍喚士）
- Code:Realize 〜創世の姫君〜（王室近衛兵B、英国兵士、主人、英国兵、暗殺者）
- 血界戦線 & BEYOND（サトウ）
- ブレンド・S（客）
- いつだって僕らの恋は10センチだった。（生徒）

2018年
- キリングバイツ（学生）
- 斉木楠雄のΨ難（男子生徒B、新聞部員、亀今小蔵）
- citrus（男性、ゾンビ）
- ハクメイとミコチ（石貫會メンバー）
- りゅうおうのおしごと!（観客B）
- ガンダムビルドダイバーズ（ダイバー）
- ラストピリオド -終わりなき螺旋の物語-（ピリオドB）
- ソードアート・オンライン オルタナティブ ガンゲイル・オンライン（KKHC）
- 覇穹 封神演義（妖怪）
- 名探偵コナン（刑事）
- ちおちゃんの通学路（暴走族、おじさん、安藤の後輩、クモの巣を取る男〈安井〉、強盗デルタ 他）
- ゆらぎ荘の幽奈さん（僧兵）

2019年
- カードファイト!! ヴァンガード（バーキング・ドラゴン・テイマー、ブラスター・アックス）
- まんなかのりっくん@きんてれ（ナレーション、鬼たち）
- RobiHachi（宇宙人）
- ワンパンマン（ヘドロクラゲ）
- ポチっと発明 ピカちんキット（ライト兄弟・兄）
- あんさんぶるスターズ!（男子生徒）
- スタンドマイヒーローズ PIECE OF TRUTH（客、MC、刑事、使用人）
- 俺を好きなのはお前だけかよ（男子生徒）

### 劇場アニメ
- BLAME!（2017年、村人）
- Gのレコンギスタ I・II（2019年 - 2020年、調査部員、秘書）
- 劇場版 SHIROBAKO（2020年、戦闘員I[3]）

### Webアニメ
- 俺の妹がこんなに可愛いわけがない。TV未放送分（2013年、通行人）
- エクスメイデン（2014年、ナレーション）
- 月曜日のたわわ（2016年、お客さん）
- 夢王国と眠れる100人の王子様 Short Stories（2017年、男B）
- 焼肉店センゴク（2017年 - 2018年、金田へちま[4]、駅員、行き倒れのおっさん）
- モンスターストライク（2018年 - 2019年、国民、レシアル国兵士）
- みるタイツ（2019年、客）
- Levius -レビウス-（2019年、観客）

### ゲーム
2013年
- AKIBA'S TRIP2（男性〈西洋人〉）
- ティアーズ・トゥ・ティアラII 覇王の末裔

2014年
- ヤタガラス Attack on Cataclysm（数珠丸恒次 / ジュズマルツネツグ）
- 戦場の円舞曲（エヴァス)

2016年
- クイズRPG 魔法使いと黒猫のウィズ（クィントゥス・ジルヴァ、クドラくん）
- 白猫テニス（サービン）

2017年
- キャプテン翼 ～たたかえドリームチーム～（坂木優二）

### ラジオ
※はインターネット配信。
- A&Gリクエストアワー 阿澄佳奈のキミまち!（2017年 - 2018年、文化放送）※中継レポーター[6]

### オーディオブック
- 悪人 上巻・下巻（2017年、鶴田公紀）

## ディスコグラフィ

### キャラクターソング
| 発売日         | 商品名                                | 歌                                     | 楽曲                   | 備考                             |
| -------------- | ------------------------------------- | -------------------------------------- | ---------------------- | -------------------------------- |
| 2016年10月19日 | はんだくん オリジナルサウンドトラック | 金城美代子（本渡楓）、消しゴムボーイズ | 「イレイサーボーイズ」 | テレビアニメ『はんだくん』挿入歌 |

### ユニットメンバー
1. ↑  浜添伸也、菊池幸利、伊達忠智